# Конофер
Ко́нофер (нем. Konofer), также мы́за Ко́нувере (эст. Konuvere mõis) — рыцарская мыза в уезде Рапламаа, Эстония. Находится на территории деревни Конувере. Согласно историческому административному делению мыза Конувере относилась к приходу Вигала. В годы Российской империи находилась на территории Эстляндской губернии и относилась к приходу Фикель.

## История мызы

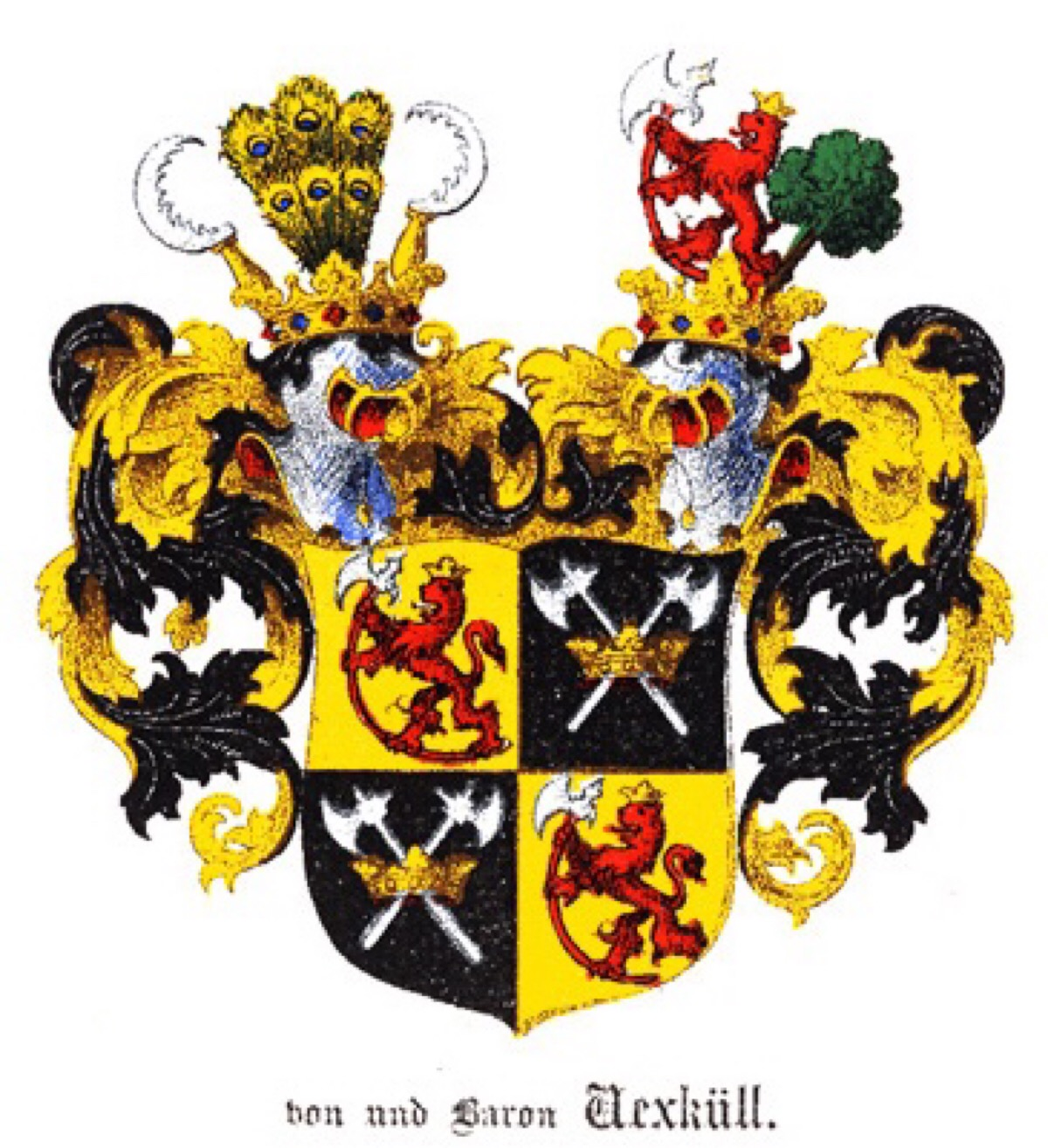
Герб Икскюлей

Мыза Конофер расположена на высоком южном берегу реки Вигала. Первые сведения о мызе относятся к 1563 году — году начала Северной семилетней войны, когда мыза была сожжена, а её владелец, Юрген Икскюль (Jürgen Uexküll) перевезён в Швецию.
В 1575 году Юрген Икскюль прибыл в Москву к своему феодалу, царю Ивану Грозному, и женился на русской, от которой в немецкой колонии в Астрахани родились два сына (упомянуты в 1616 году как Тимофей и Елисей Учкулевы). Мыза отошла во владение шведской короны. Король Швеции Густав II Адольф пожаловал мызу Конофер и часть деревни Конувере в пожизненное пользование Гансу Рихтеру (Hans Richter), у которого также были хутора и земельные владения в Финляндии, и в руках которого мыза оставалась до 1595 года. Предположительно в 1595 году шведское королевство вернуло мызу Икскюлям.

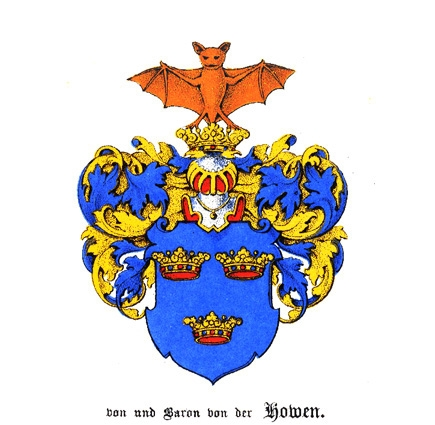
Герб Ховенов

В 1609 году владельцем мызы стал Отто Икскюль (Otto Uexküll), который получил её в наследство от отца, Детлоффа Икскюля (Detloff Uexküll), и продал своему близкому родственнику — Генриху Ховену (Heinrich Howen). Тот, в свою очередь, в 1619 году продал мызу штатгальтеру города Пярну Рейчерту Розенкранцу (Reichert Rosenkrantz). Его вдова Маргарета Фаренсбах (Margareta Fahrensbach) в 1624 году продала мызу вдове Генриха Весселя (Heinrich Wessel) Софии Сакен (Sophia Sacken). Её сын Рейнхольд Вессель (Reinhold Wessel) умер в 1654 году, а попечители её дочери не смогли найти средств выкупить имение и уступили мызу за 4500 риксдалеров  члену Таллинского магистрата Гансу Люру (Hans Luhr). 

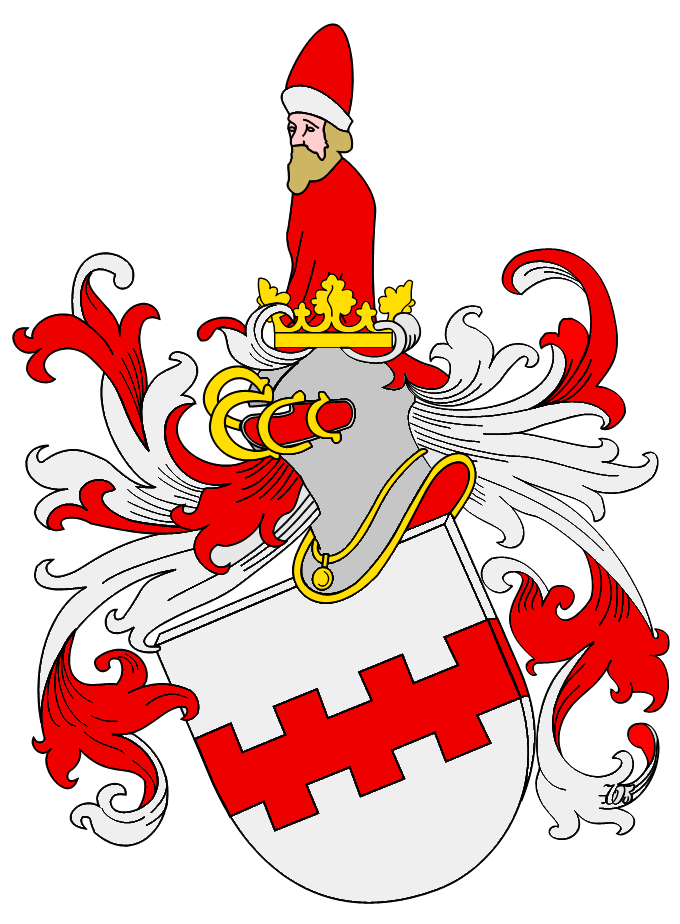
Герб Фаренсбахов

В 1663 году площадь мызы составляла 4 сохи, и её владельцем был Ганс Люр. В 1696 году мыза занимала 6 сох, и ею владели член Таллинского магистрата Иоганн Виболдт (Johann Wieboldt) и его супруга Барбара Магдалена Воллвич (Barbara Magdalena Wallwich), которые в 1700 году мызу заложили.

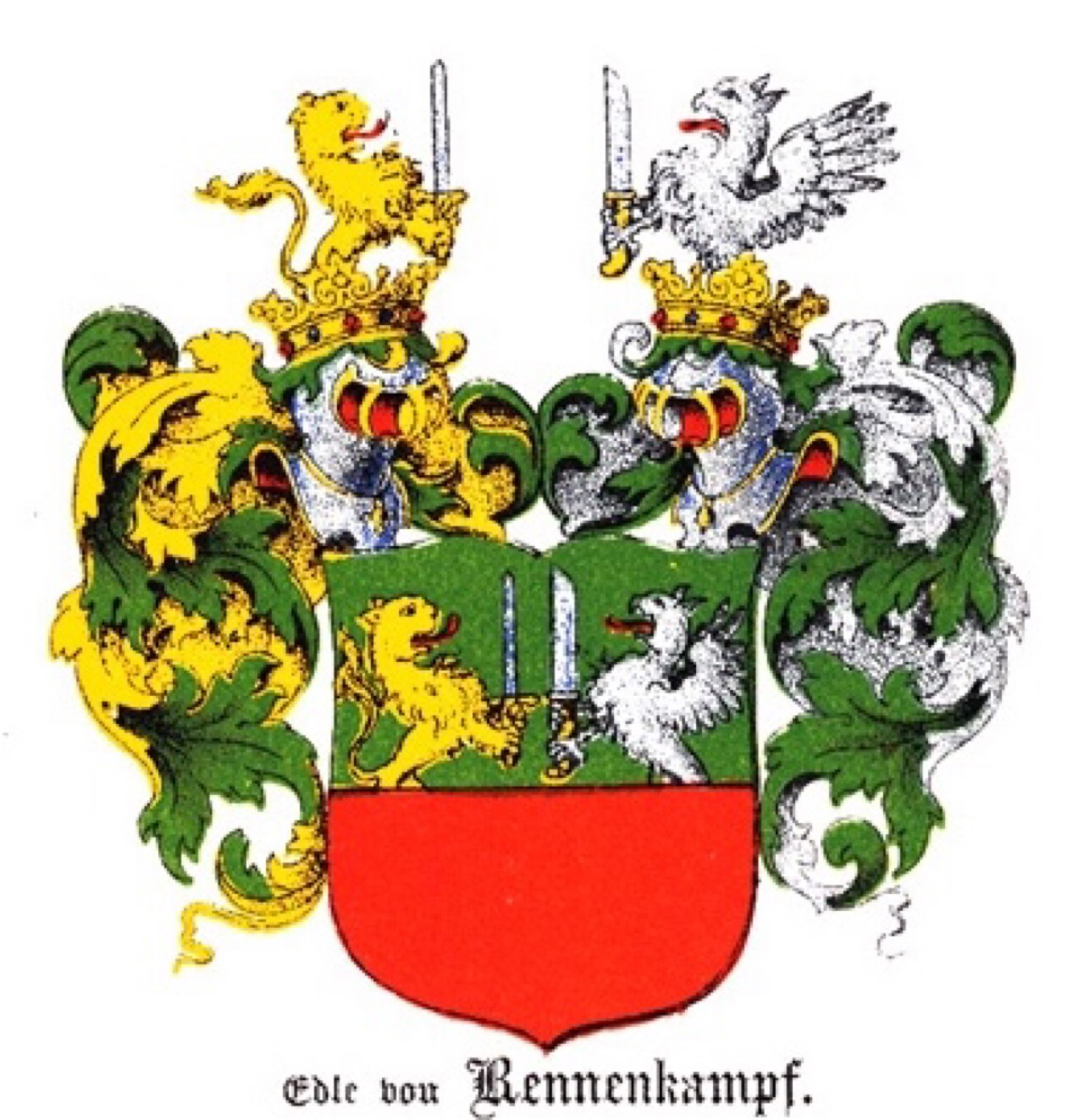
Герб Ренненкампфов

В 1750 году мызу Конувере приобрели Ренненкампфы и владели ею (с коротким перерывом в 1912−1914 годах) до отчуждения в 1919 году.
На военно-топографических картах Российской империи (1846–1863 годы), в состав которой входила Эстляндская губерния, мыза обозначена как Коноферъ.
На мызе Конофер родился российский военный деятель конца XIX — начала XX века Павел Карлович Ренненкампф.
В 1930 году мыза была подарена эстонским государством Бернхарду Митту (Bernhard Mitt), боровшемуся за независимость Эстонии, чья семья проживала там до 1939 года. Во время Второй мировой войны на мызе размещались сначала штаб немецкой, затем советской армии. В годы Эстонской ССР на мызе работал детский сад, а также летний детский лагерь. В ходе реституции 1990-х годов мыза была возвращена потомкам Бернхарда Митта. Его дочь в 2000 году продала мызу. Её приобрела Марья-Лийза Майяла-Мяннистё (Marja-Liisa Maijala-Männistö), шесть лет бывшая старостой деревни Конувере. Она отреставрировала главное здание (господский дом) и открыла на мызе питомник сибирских хасок. Там же проводились выставки собак. В 2013 году мыза была выставлена на продажу, в 2018—2019 годах она также продавалась, сначала по цене 677 000 евро, затем 650 000 евро.
- Фотографии главного здания мызы (2018 год) в статье «Кто бы купил мызу в Эстонии у неизвестной в её стране финки?». Tanel Saarmann. Kes ostaks oma maal tundmatult soomlannalt ära Eestis asuva mõisa? // Ärileht-Delfi (21.07.2018)  (эст.)

## Главное здание
Главное здание мызы является своеобразным примером господского дома в стиле классицизма. Построено в первой половине XIX столетия, после пожара в 1905 году частично перестроено. Внесено в Государственный регистр памятников культуры Эстонии. При инспектировании 30 июля 2015 года находилось в хорошем состоянии.
Главное здание представляет собой одноэтажный каменный дом с высоким цоколем и вальмовой крышей. Имеет редко встречающийся у подобных зданий портик с уступами. Первоначально портик имел треугольный фронтон, который после пожара восстановлен не был. Подвалы с цилиндрическими сводами построены по коридорной системе, главный этаж также частично имеет центральный коридор. В доме сохранились стильные изразцовые камины. Особняк полностью отреставрирован, его общая площадь составляет 684 м2.

## Парк
Мызный парк имеет свободную планировку. Его площадь составляет около 3 га. Прямая подъездная дорога ориентирована на центр главного здания. Парадная площадь представляет собой открытое пространство, которое окружают единичные деревья и ряды деревьев. Часть парка к западу от площади имеет аллею, окружённую с обеих сторон двумя рядами древних лип и дубов. Когда-то здесь был плодовый сад.
Парковая зона позади господского дома состоит из нескольких газонов. Здесь парк террасами спускается к реке. Террасы подчёркнуты низкими опорными стенами. Вдоль южного края парка идёт недлинная кленовая аллея. Примечательными являются растущие в восточной части парка старые вязы.

## Мызный комплекс
Вспомогательные строения мызы разрушены, сохранился только подземный ледяной погреб, который при инспектировании 30.07.2015 находился в аварийном состоянии. В центре погреба круглое холодное помещение, которое окружает кладовка в виде круглого коридора. Стены и своды выполнены из известняка. Передняя часть вместе со входом обрушилась, двери сломаны. Погреб внесён в Государственный регистр памятников культуры Эстонии.
Памятником архитектуры является старинный мост Конувере через реку Вигала. Спроектирован Фридрихом Вильгельмом Алишем. Строительство моста заказал глава местного рыцарства фон Энгельгардт и оплатил совместно с владельцем мызы Альт-Фиккель бароном Борисом фон Икскюлем (Boris Uexküll). Строительство завершено в 1861 году, в 1908 году были возведены низкие бетонные парапеты с круглыми устоями на его концах и ледорезы на быках. Длина моста 110 метров, он состоит из шести арочных пролётов из известняка, сверху забетонированных. После последнего ремонта ширина проезжей части составляет 11,5 метра, тротуара — 1,5 метра. Основательный ремонт проведён в 1991—1993 годах, 16 октября 2007 года завершены крупные ремонтно-осветительные работы. При инспектировании 04.06.2018 мост находился в удовлетворительном состоянии. Недалеко от моста находятся развалины старинной водяной мельницы.